# Drwalew (gmina)
Drwalew (od 1973 Chynów) – dawna gmina wiejska istniejąca do 1954 roku w woj. warszawskim. Siedzibą władz gminy był Drwalew.
Za Królestwa Polskiego gmina należała do powiatu górnokalwaryjskiego w guberni warszawskiej. W związku ze zniesieniem powiatu górnokalwaryjskiego w 1879 gminę przyłączono do powiatu grójeckiego w tejże guberni.
W okresie międzywojennym gmina Drwalew należała do powiatu grójeckiego w woj. warszawskim. Po wojnie gmina zachowała przynależność administracyjną. 1 lipca 1952 roku do gminy Drwalew przyłączono część obszaru gminy Czersk, po czym gmina składała się z 42 gromad.
Jednostka została zniesiona 29 września 1954 roku wraz z reformą wprowadzającą gromady w miejsce gmin. Po reaktywowaniu gmin z dniem 1 stycznia 1973 roku gminy Drwalew nie przywrócono a jej dawny obszar wszedł w skład nowej gminy Chynów.